# SimEarth
SimEarth es un videojuego de simulación de vida, el segundo diseñado por Will Wright y publicado en 1990 por Maxis. En SimEarth, el jugador controla el desarrollo de un planeta. El científico inglés James Lovelock sirvió como asesor y su hipótesis de Gaia de la evolución del planeta se incorporó al juego. Se hicieron versiones para Apple Macintosh, Commodore Amiga, IBM PC, SNES, Sega Mega-CD y TurboGrafx-16. También se relanzó posteriormente en la Consola virtual de Wii. En 1996, varios de los juegos de simulación de Maxis se relanzaron bajo la Serie Maxis Collector con una mayor compatibilidad con Windows 95 y diferentes carátulas, incluida la adición de Classics debajo del título. SimEarth fue relanzado en 1997 bajo el sello Classics.

## Jugabilidad
En SimEarth, el jugador puede variar la atmósfera, la temperatura, la masa de tierraes, etc. de un planeta, luego colocar varias formas de vida en el planeta y observar ellos evolucionar. En la configuración del juego "Planeta aleatorio", el juego es un juguete de software, sin ningún objetivo requerido. El gran (y difícil) desafío es evolucionar sentient vida y una civilización avanzada. Las etapas de desarrollo del planeta se pueden restaurar y repetir, hasta que el planeta "muere" diez mil millones de años después de su creación, el tiempo estimado en que el Sol se convertirá en una gigante roja y matará a todos los la vida del planeta.
También hay ocho escenarios que sí tienen metas, los primeros tres (Acuario, Tierra Cámbrica y Tierra Moderna) involucran el manejo de la evolución y desarrollo de la Tierra en diferentes etapas, los siguientes cuatro (Marte, Venus, Planeta de Hielo y Dune ) que implica terraformar otros planetas para albergar vida, y el escenario final (Tierra 2XXX) que implica rescatar la vida y la civilización en una Tierra futura de robots autorreplicantes y guerra nuclear y dando al jugador la opción de causar una gran inundación para ayudar a lograr este objetivo. Además, hay otro modo de juego además del modo Random Planet y Scenario, llamado Daisy World, donde el único bioma en el planeta son las margaritas, que cambian de color en relación con la temperatura.
El juego modela la hipótesis de Gaia de James Lovelock (quien ayudó con el diseño y escribió una introducción al manual), y una de las opciones disponibles para el jugador es el modelo "Daisyworld" simplificado.

El control del jugador sobre el planeta en el juego es bastante completo; Los paneles de visualización permiten al jugador regular todo, desde los gases atmosféricos, con porcentajes hasta tres decimales, la tasa de deriva continental, la tasa de reproducción y mutación de las formas de vida. Además, el jugador tiene opciones para colocar equipos u objetos que interfieren con el desarrollo del planeta, como Oxígeno Generadores, que aumentan la cantidad de oxígeno en la atmósfera, y el monolito , una versión del que se encuentra en 2001: A Space Odyssey, que ayuda a aumentar la inteligencia de una forma de vida a través del contacto extraterrestre.
La lista de desastres abarca desde sucesos naturales, como huracanes e incendios salvajes, hasta desastres dependientes de la población, como Plaga (enfermedad)] y contaminación . Los efectos sobre el planeta pueden ser menores o mayores dependiendo de las condiciones actuales. El aumento de las erupciones de volcánico, por ejemplo, aumenta la cantidad de polvo en la atmósfera, lo que reduce la temperatura global; terremotos en un cuerpo de agua puede producir tsunamis; y la escasez de combustible nuclear para una civilización dependiente de la energía nuclear puede potencialmente desencadenar una guerra nuclear y un invierno nuclear.
El calentamiento global puede hacer que los casquetes polares del planeta se derritan y el nivel del mar suba, pero si un planeta se calienta mucho, los océanos se evaporan hasta que no quedan océanos, solo tierra. Un planeta sin agua puede recuperar los océanos si es golpeado por un "meteoro de hielo" (también conocido como cometa). Muchas cosas deben mantenerse dentro de un cierto rango equilibrado para que un planeta pueda albergar vida animal multicelular; fuera de este rango, solo las formas de vida unicelulares, plantas, robots y formas de vida que han sido civilizadas pueden sobrevivir. Esto excluye a la mayoría de las formas de vida en este juego, ya que la mayoría son animales multicelulares que no están civilizados.
Todas las acciones desencadenadas por el jugador tienen un costo especificado en "unidades de energía" o "unidades omega (Ω)"; por ejemplo, se requieren 50 unidades de energía para establecer un solo cuadrado de terreno, mientras que se requieren 500 unidades para establecer un dispositivo de terraformación. El presupuesto de energía está determinado por el nivel de desarrollo del planeta y el nivel de dificultad elegido; en el nivel de dificultad más bajo, el presupuesto de energía es ilimitado.
El juego en sí puede ser algo desconcertante; las especies pueden prosperar o desaparecer sin razón aparente. Sin embargo, las extinciones masivas suelen ir seguidas de períodos de renovada diversificación evolutiva, lo que permite al jugador experimentar con nuevos conjuntos de especies y ecosistemas.

### Taxones
Una característica del juego es que todos los taxones de animales multicelulares están en pie de igualdad y, por lo tanto, es posible evolucionar, por ejemplo, moluscos sapientes. Los dos taxones de formas de vida unicelulares, Prokaryotes y Eukaryotes (o Bacteria y Amoebas, en el juego respectivamente) reciben un tratamiento especial. Algunos ejemplos de taxones animales incluyen Radiates y Cetáceos, así como taxones más conocidos como peces y aves. Como un "Huevo de Pascua", también hay una vida de la máquina, que puede aparecer si una ciudad del más alto nivel tecnológico (Era de la nanotecnología ) es destruido por una explosión nuclear. La vida de la máquina puede prosperar en cualquier bioma o condiciones ambientales, generalmente superando a cualquier otra forma de vida presente, y eventualmente puede desarrollar inteligencia y construir ciudades. Además, hay Carniferns, que son plantas carnívoras mutadas, que solo pueden ocurrir naturalmente. Tener una abundancia de insectos permite que estas formas de vida se desarrollen. Los carníferos son capaces de desarrollar inteligencia al igual que los animales. Además de los tipos familiares, se incluyen los "tricordados" extintos hace mucho tiempo. El juego afirma que "Nosotros [los desarrolladores del juego] sentimos lástima por ellos y les estamos dando la oportunidad de sobrevivir en 'SimEarth'". Los dinosaurios son otros taxones incluidos.

### Civilización
Una vez que un organismo en el planeta SimEarth se vuelve consciente y desarrolla la civilización, pasará gradualmente por diferentes etapas de desarrollo, siendo cada etapa sucesiva tecnológicamente más avanzada que la anterior.
- Edad de Piedra, Esta etapa se caracteriza por el uso de herramientas de piedra y estilos de vida paleolíticos.
- Edad del Bronce, Esta etapa se caracteriza por el uso de herramientas de bronce, la invención de la agricultura, el desarrollo de la escritura y la urbanización.
- Edad del Hierro, Esta etapa se caracteriza por el uso de herramientas de Hierro y es un poco más avanzada que la Edad del Bronce.
- Edad industrial, Esta etapa se caracteriza por una rápida industrialización y la mejora del nivel de vida. Esta etapa es donde los recursos se consumen rápidamente. Una vez que se alcanza esta etapa, los requerimientos de energía son altos y el calentamiento global comienza a amenazar la habitabilidad de su planeta.
- Edad atómica, Esta etapa se caracteriza por el uso de la energía nuclear.
- Edad de la información, esta etapa está asociada con el uso masivo de tecnologías de telecomunicaciones y computadoras.
- Edad de la nanotecnología, esta es la etapa más difícil de alcanzar debido al agotamiento de los recursos y la creciente amenaza del calentamiento global. Está asociado con el uso de la nanotecnología y los viajes espaciales.

## Desarrollo
La versión para DOS de SimEarth fue lanzada en diciembre de 1990, y el lanzamiento del juego estaba programado para la primavera de 1991 para Amiga y Atari ST. Will Wright fue presentado a James Lovelock por Stewart Brand, un ex editor de CoEvolution Quarterly que vivía cerca de Wright, al enterarse de SimEarth. Lovelock asesoró al equipo de desarrollo detrás de SimEarth, y particularmente ayudó con modelos geofísicos. Lovelock declaró con respecto al modelo de Gaia que "los intentos de modelar la Tierra a través de ciencias simples como la biología o la bioquímica fallan porque los modelos son hipersensibles a las condiciones iniciales y son propensos a perturbaciones caóticas". Sin embargo, los modelos de Gaia vinculan la biología y la geología, que según Lovelock son "por alguna razón estables y capaces de resistir perturbaciones". Lovelock expresó que la simulación de "SimEarth" tiene "un grado de realismo" a pesar de ser "poco más que un juego", y expresó que no había visto ni estado involucrado en ninguna simulación por computadora de la naturaleza en la escala de ' 'SimEarth' en ese momento, señalando que muchos modelos climáticos profesionales en ese momento no tenían en cuenta las nubes, el océano o la biología.

## Recepción
Computer Gaming World llamó a SimEarth "absolutamente fascinante". El crítico deseó que el juego tuviera más retroalimentación visual similar a "SimCity", pero afirmó que era superior al predecesor debido a un mayor alcance y una mayor capacidad de reproducción. Ganó los premios a la excelencia en software de la Asociación de editores de software de 1991 al mejor programa de educación secundaria y al mejor programa de simulación.
Entertainment Weekly le dio al juego una A- y escribió que "si bien nunca es demasiado pronto para enseñar a los niños a respetar la biosfera, puede que no sea lo mismo al presentarles simulaciones complicadas como Simearth : The Living Planet (FCI, para Super NES), que tiene más variables (temperatura, precipitación, etc.) que una ecuación polinomial. Sin embargo, hay algo que decir sobre esto: una tarea tan simple como 'cultivar una margarita', una de las opciones que se ofrecen aquí, requiere saber mucho más que qué botón presionar para acabar con el malo".
The One le dio a la versión DOS de SimEarth una puntuación general del 95 % y expresó que el juego es divertido 'independientemente de si sabes lo que estás haciendo o no', y dijo que experimentar con la simulación es "horas de diversión". "The One" elogió la jugabilidad sustancial de "SimEarth", expresando que el juego tiene "variaciones casi infinitas con las que experimentar". The One señaló que el juego tiene "enormes posibilidades educativas", pero al mismo tiempo es divertido y atractivo.